# Hooker-Gletscher (Antarktika)
Der Hooker-Gletscher ist ein Gletscher im ostantarktischen Viktorialand. An der Ostseite der Royal Society Range fließt er von den Hängen des Mount Hooker in nordöstlicher Richtung zum Blue Glacier.
Teilnehmer einer neuseeländischen Mannschaft zur Erkundung des Blue Glacier im Rahmen der Commonwealth Trans-Antarctic Expedition (1955–1958) nahm 1957 eine Vermessung und die Benennung nach dem Mount Hooker vor, dessen Namensgeber der britische Botaniker Joseph Dalton Hooker (1817–1911) ist.